# Hambuch

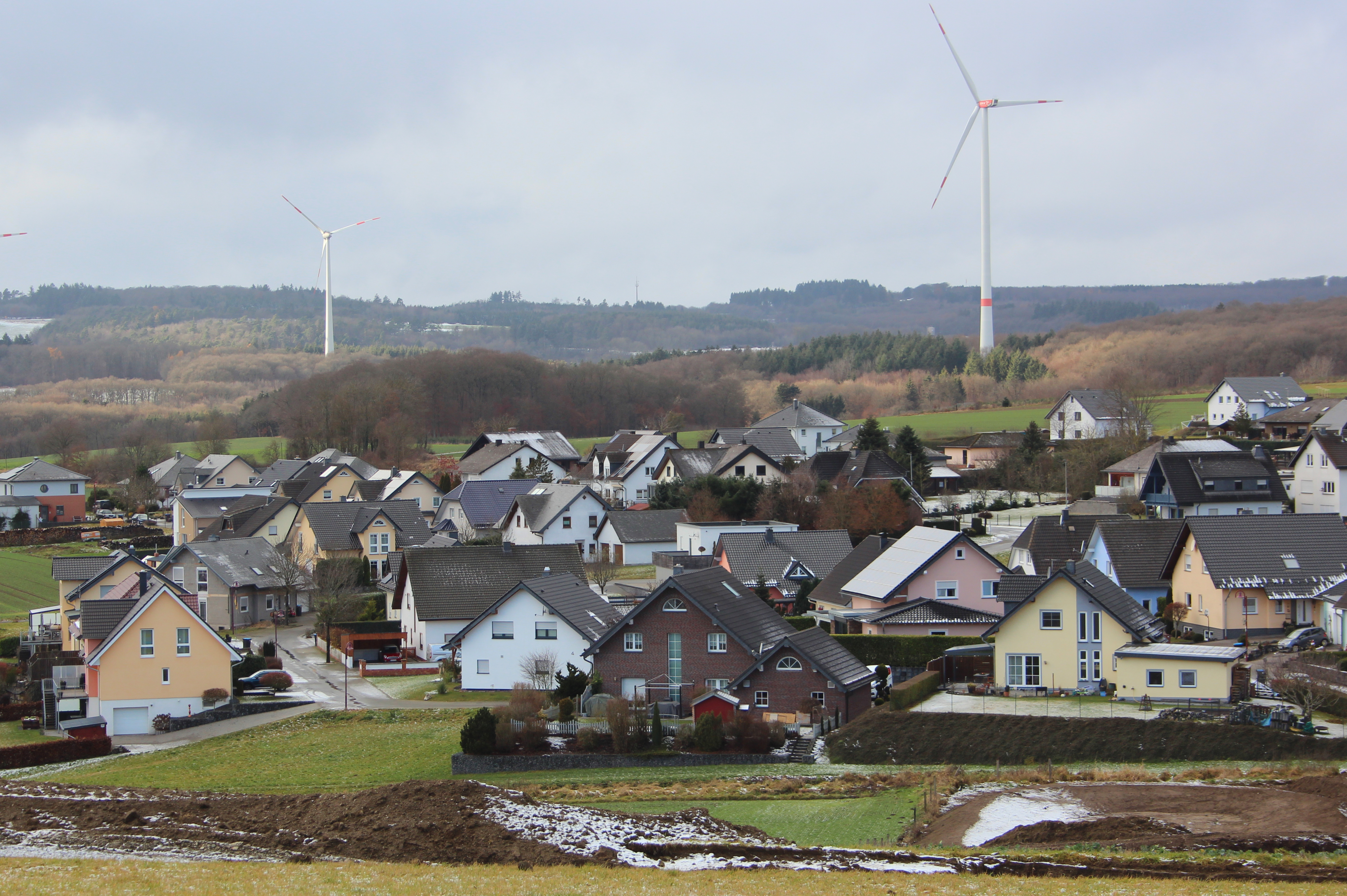
Ansicht von Hambuch

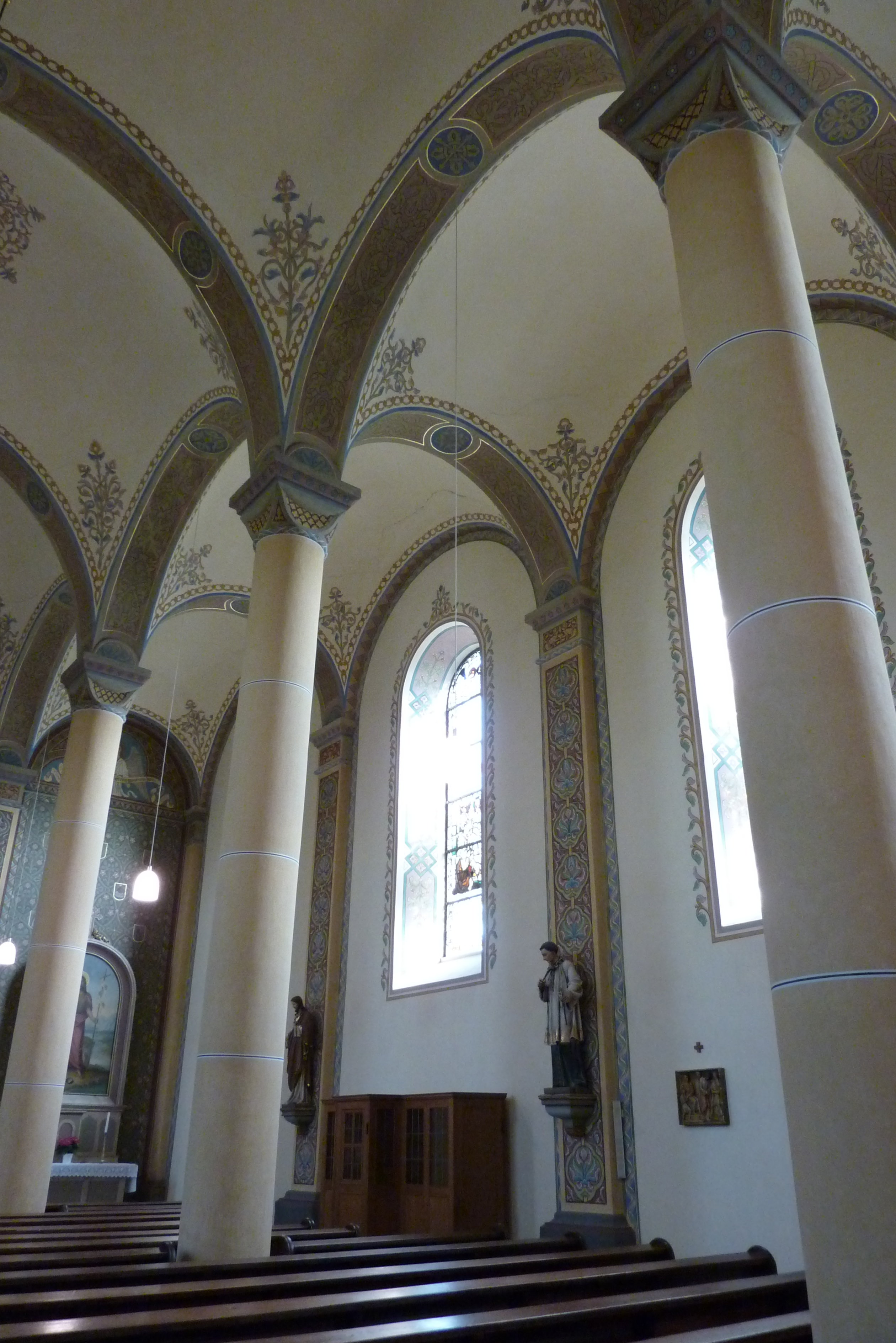
Pfarrkirche St. Johannes der Täufer in Hambuch

Hambuch ist eine Ortsgemeinde im Landkreis Cochem-Zell in Rheinland-Pfalz. Sie gehört der Verbandsgemeinde Kaisersesch an.

## Geographie
Zu Hambuch gehören auch die Wohnplätze Hambuchermühle und Suhrhof.

## Geschichte
Der Ort wird im Jahr 866 als haganbahc erstmals erwähnt. Die Landesherrschaft lag im Mittelalter zur Hälfte bei Kurtrier, zur Hälfte bei Kurköln und den Grafen von der Leyen. Ab 1794 stand der Ort unter französischer Herrschaft, 1815 wurde er auf dem Wiener Kongress dem Königreich Preußen zugeordnet. Seit 1946 ist er Teil des damals neu gebildeten Landes Rheinland-Pfalz.
1982 war zwischen Hambuch und Illerich im Pommerbachtal eine Wiederaufbereitungsanlage (WAA) geplant. Nach neun Monaten zog die Deutsche Gesellschaft für Wiederaufarbeitung von Kernbrennstoffen mbH alle Pläne zurück, statt einer WAA bei Kaisersesch sollte nun die Wiederaufarbeitungsanlage in Wackersdorf (Bayern) gebaut werden.

## Politik

### Gemeinderat
Der Gemeinderat in Hambuch besteht aus zwölf Ratsmitgliedern, die bei der Kommunalwahl am 9. Juni 2024 in einer Mehrheitswahl gewählt wurden, und dem ehrenamtlichen Ortsbürgermeister als Vorsitzendem.

### Bürgermeister
Matthias Hetger wurde am 25. Juni 2019 Ortsbürgermeister von Hambuch. Bei der Direktwahl am 26. Mai 2019 war er mit einem Stimmenanteil von 92,71 % gewählt worden. Bei der Direktwahl am 9. Juni 2024 wurde er als einziger Bewerber mit 94,9 % für weitere fünf Jahre wiedergewählt.
Hetgers Vorgänger Franz-Josef Brengmann hatte das Amt von 1994 bis 2019 ausgeübt.

## Wirtschaft und Infrastruktur
Hambuch besitzt keinen SPNV-Anschluss. Der nächste Haltepunkt ist Kaisersesch an der Eifelquerbahn.

## Sonstiges
Im Jahr 2005 erreichte das Projekt „Dorfakademie Hambuch“, das sich zum Ziel gesetzt hat, „das Leben im ländlichen Raum noch attraktiver zu gestalten“, den ersten Platz im zweiten Ehrenamtswettbewerb des Landes Rheinland-Pfalz, bei dem herausragende kommunale Projekte ausgezeichnet werden.